# Landvogt der Oberlausitz
Das Amt des Landvogts der Oberlausitz war in Mittelalter und Früher Neuzeit das höchste landesherrliche Amt des Markgraftums Oberlausitz. Der Landvogt war Stellvertreter des Landesherren. Er entschied in Lehenssachen, hegte das Landgericht und führte das Landesaufgebot. Insbesondere stand ihm die Obergerichtsbarkeit zu. Durch Brakteaten aus der Münzstätte Bautzen ist der Nachweis erbracht, dass der Landvogt das Münzregal ausübte. Die grundlegenden Befugnisse der Landvögte blieben bis nach dem Dreißigjährigen Krieg erhalten, wobei eine Stärkung des Amtsapparates mit einem Zuwachs verbriefter ständischer Mitbestimmungsrechte einherging. Sitz des Oberlausitzer Landvogtes war die Ortenburg in Bautzen. Mehrere der Amtsinhaber waren auch Landvogt der Niederlausitz.

## Entwicklung der Landvogtei

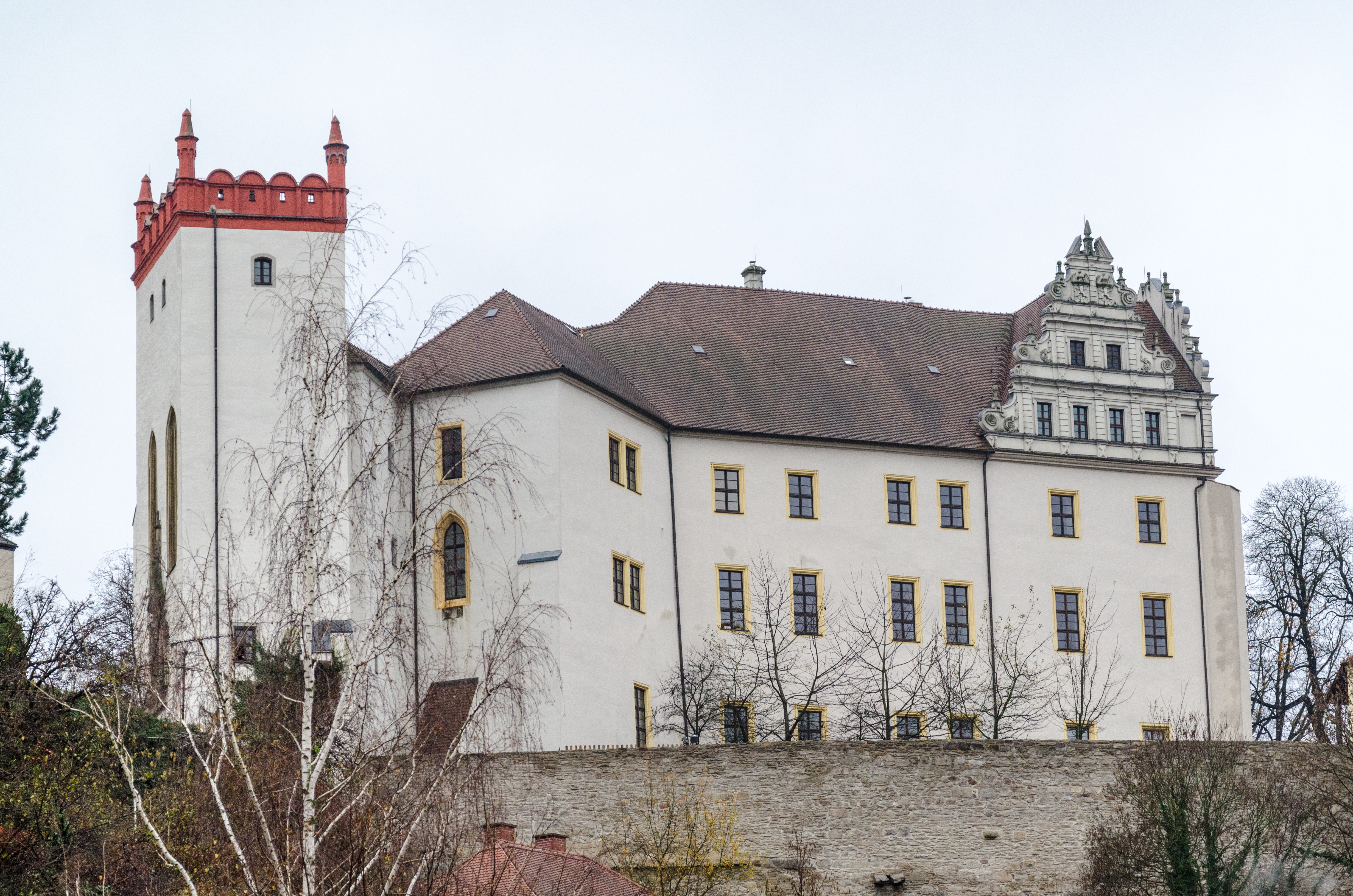
Die Ortenburg, Sitz der Landvögte des Landes Budissin (der späteren Oberlausitz)

Das Amt des Landvogts entstand in der zweiten Hälfte des 13. Jahrhunderts während der Herrschaft der brandenburgischen Askanier durch die Vereinigung der Ämter des Burggrafen von Bautzen und des Landrichters, die während der böhmischen Herrschaft über die Oberlausitz nebeneinander bestanden. Durch die Herausbildung der Oberlausitzer Herrschaften und später auch durch die Autonomiebestrebungen der königlichen Städte verlor das vom Landvogt gehegte Landgericht oder Vogtsding im 13. Jahrhundert das Monopol auf die hohe Gerichtsbarkeit.
Die Einsetzung der Landvögte erfolgte durch die jeweiligen Landesherren, die dazu in der Regel Personen aus dem engeren Kreis ihres Hofes bestimmten. Etwa ab 1400 hatten daneben auch die Stände – in der Oberlausitz die sechs königlichen Städte, der Adel und die zwei Klöster Marienstern und Marienthal – wachsende Mitwirkungsrechte. Insbesondere besetzten sie seit dieser Zeit beim Abgang eines Landvogts die Ortenburg und ließen sich von den neuen Landvögten die Garantierung ihrer Rechte schriftlich bestätigen, bevor sie ihm huldigten.
Wegen der gelegentlichen Teilungen der Oberlausitz in die Länder Budissin (Bautzen) und Görlitz, von 1268 bis 1329 und durch die Einrichtung des Herzogtums Görlitz 1377 bis 1396 gab es in der Oberlausitz zeitweise Landvögte in beiden Landeshälften. Zittau bildete eine eigene, ursprünglich zu Böhmen gehörige Landvogtei und wurde erst 1412 mit der Landvogtei Bautzen vereinigt.
Als 1635 die Oberlausitz an das Kurfürstentum Sachsen kam, verhinderten die im sogenannten Traditionsrezess garantierten ständischen Freiheiten die Entwicklung eines zentralisierten fürstlichen Beamtenstaates in der Oberlausitz, so dass das Amt des Landvogts zunehmend an Bedeutung verlor und zeitweise bloßes Titularamt war. Gelegentlich erhielt diesen Titel der jeweilige Kurprinz (Thronfolger). Formal bestand das Amt des Landvogts bis zur Errichtung des Königreichs Sachsen, allerdings wurden seit 1777 keine Landvögte mehr berufen.

## Landvögte von Bautzen
Folgende Liste führt die Landvögte von Bautzen auf:
- um 1272 Theodor von Wusterbusch
- um 1276 Konrad de Redere
- um 1280 Ulrich Schoff
- 1282 Heinrich von Wardenberg
- 1284 Otto von Pulsnitz
- 1286–1290 Reinhold von Gaußig
- 1299–1304 Witigo von Kamenz
- 1317 Christan von Gersdorff
- 1339 Otto von Bergow
- 1346 Hans von Warganowitz
- 1346–1350 Botho von Turgow
- 1350–1353 Beneš von Choustník
- 1355–1366 Thimo (VII.) von Colditz
- 1366 Heinrich Steinrücker
- 1368/69 Ulmann aus der Münze
- 1369–1389 Beneš Škopek von Dubá
- 1389–1396 Czaslaus von Penzig
- 1396–1401 Hincze Pflugk von Rabenstein
- 1401–1404 Hermann von Choustník
- 1404–1406 Bolko III., Herzog von Münsterberg
- 1406–1410 Otto von Kittlitz
- 1410–1420 Hynek Hlawatsch Berka von Dubá
- 1420–1423 Heinrich X., Herzog von Glogau
- 1423–1424 Apel von Vitzthum auf Apolda
- 1424 Hans von Polenz (nur als Verweser)
- 1425–1448 Albrecht von Kolditz
- 1448–1454 Hans von Kolditz
- 1454–1457 Heinrich IV. von Rosenberg
- 1457–1459 vakant
- 1459–1464 Johann von Wartenberg
- 1465–1467 Benesch von Kolowrat
- 1467–1471 Jaroslav von Sternberg
- 1471–1475 Friedrich I., Herzog von Liegnitz und Brieg
- 1475–1480 Stefan Zapolya
- 1480–1481 Johann von Waradein, Bischof
- 1481–1490 Georg von Stein
- 1490–1504 Sigismund von Wartenberg auf Tetschen

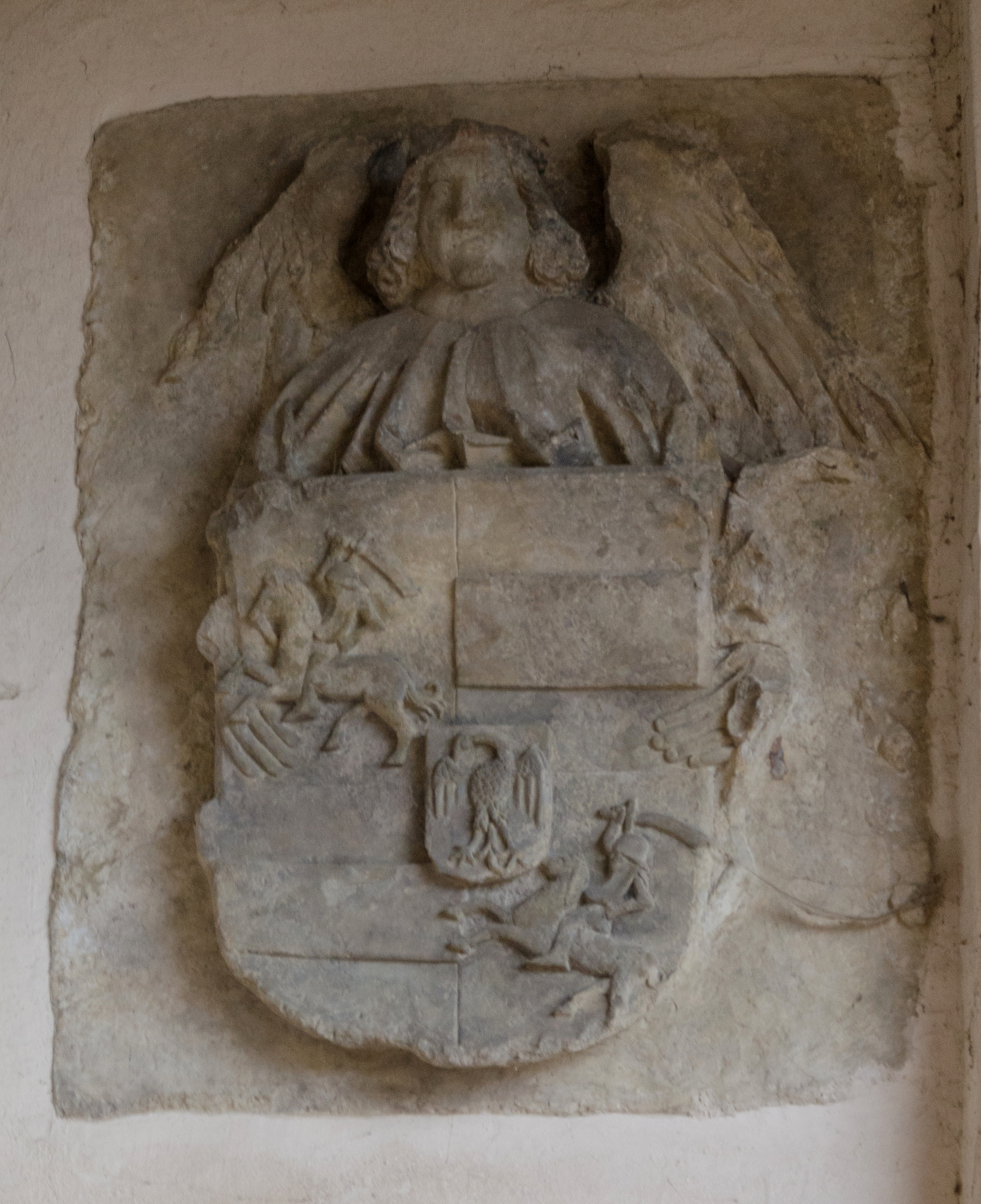
Wappen von Sigismund Jagiello am Bautzner Matthiasturm

- 1504–1506 Sigismund (späterer König von Polen)
- 1507–1511 Sigismund von Wartenberg auf Tetschen
- 1511–1515 Christoph von Wartenberg
- 1515–1517 Albrecht von Sternberg
- 1517–1519 Wilhelm II. von Ileburg
- 1519–1527 Karl I., Herzog von Münsterberg-Oels
- 1527–1549 Zdislav Berka von Dubá
- 1549–1560 Christoph von Dohna
- 1561–1572 Joachim von Schlik
- 1572–1594 Hans von Schleinitz
- 1594–1595 Hans Dietrich von Žerotín
- 1596–1611 Abraham II. von Dohna
- 1612–1620 Karl Hannibal von Dohna
- 1620–1621 Joachim Andreas von Schlick
- 1621–1633 Karl Hannibal von Dohna
- 1637–1639 Dietrich von Taube (1594–1639)
- 1645–1672 Kurt Reinicke von Callenberg[2]
- 1672–1680 Johann Georg, Kurprinz von Sachsen
- 1691–1702 Nicol Freiherr von Gersdorff auf Berthelsdorf[3]
- 1703–1733 Friedrich August, Kurprinz von Sachsen
- 1736–1763 Friedrich Christian, Kurprinz von Sachsen
- 1764–1777 Hieronymus Friedrich von Stammer

## Landvögte von Görlitz
Folgende Liste führt die Landvögte von Görlitz auf:
- 1285 Johann von Sonnenwalde
- 1301 Christian von Gersdorff
- 1305 Heinrich von Coselicz
- 1307/08 Christian von Gersdorff
- 1308 Petsco de Lossow
- 1309 Lothar von Schreibersdorf
- 1317 Christian von Gersdorff
- 1334 Heinrich von Dohna
- 1389–1391 Johann von Luxemburg, gleichfalls der einzige Herzog von Görlitz
- 1391–1396 Anshelm von Ronow

## Landvögte von Zittau
Folgende Liste führt die Landvögte von Zittau auf:
- 1303 Lutold v. Pribetitz (=v. Pretetz)
- 1303 Thazo
- 1318–1330 Günther Runge
- 1328/38 Peter [von Uechtritz]
- 1350 Heinrich v. Haftenberg
- 1358 Bartholomäus
- 1364–1388 Zittau
- 1388–1395 Anshelm von Rohnau
- 1395/6 Botho von Czastolowitz
- 1396–1412 Zittau

1396–1404 Peter Petzold
1407 Nikolaus Grünwald
1308 Paul Häßler
1410 Nitsche Hildebrand